# Blauflügel-Blattvogel
Die Blauflügel-Blattvogel (Chloropsis moluccensis) ist ein Vogel aus der Familie der Blattvögel (Chloropseidae). Die Art kommt in Bangladesch, Indien, Myanmar, Thailand, China, Indochina, der Malaiischen Halbinsel, auf Sumatra, Bangka, Beltung und Natuna sowie auf Borneo vor. Der Bestand wird von der IUCN als nicht gefährdet (Least Concern) eingeschätzt.

## Merkmale
Der Blauflügel-Blattvogel erreicht eine Körperlänge von etwa 15,8 bis 20,0 cm, wobei die Flügel 7,8 bis 9,0 cm, der Schwanz 5,7 bis 7,0 mm und der schwarze Schnabel 17,2 bis 25 mm lang sind. Dabei hat er ein Gewicht von 20 bis 28,5 g. Beide Geschlechter haben typischerweise eine helle, leicht glänzende grasgrüne Körperfärbung. Das Weibchen unterscheidet sich deutlich vom Männchen durch das Fehlen der gelben und schwarzen Färbung an Kopf und Brustgefieder, hat aber ebenso den blauen Unterbrustfleck, der heller ist als bei den Männchen. Das Weibchen hat einen grünen Oberkopf, Nacken, Kopfseiten und obere Brust mit einem mehr oder weniger ausgeprägten goldgelben bis bräunlich-gelben Schimmer. Der Rest der Oberseite ist grün bis gelblich-grün. Die mittleren Flügeldecken sind überwiegend grün, die übrigen Flügeldecken am Oberrand stark blau gesäumt und von am unteren schwärzlich blau ausgewaschen. Die Sekundärdecken der Oberflügel sind grün, die äußeren größeren Decken sind türkis gefärbt. Kinn, Kehle und der Rest der Unterseite sind grün, manchmal blau oder blaugrün auf an der Kehle und der oberen Brust und an der Bauchseite ausgewaschen gelb. Die Unterflügeldecken sind grau mit einem blauen Vorderrand, und die Unterseite der Flugfedern ist rußbraun. Das Gefieder des Männchens ähnelt dem des Weibchens, hat jedoch deutlichere Gefiederzeichnungen an Kopf und Brust. Der Scheitel, der Nacken und die Brust leuchten goldgelb, der mittlere Scheitel ist oft hellgrün gefärbt. Nacken und Mantel weisen einen kupfergoldenen Schimmer auf, der von ausgeprägt bis nicht vorhanden ausfallen kann. Das Vordergesicht, einschließlich der Zügel und des angrenzenden Kinns und der Kehle sind schwarz, umgeben von einem abgestumpften, glänzend violettblauen Unterschnabelstreifen. Der Rest des Gefieders ähnelt dem Weibchen sehr, doch wirken die Grün-, Gelb und Türkistöne lebendiger und heller. Jungtiere haben ein ähnliches Kleid wie die Weibchen, doch fehlt der bläuliche wirkende Unterbrustfleck. Der Schnabel ist ruß- bis olivgrau, die Augen dunkel bis rötlich braun und die Beine olive- bis brau grüngrau.

## Fortpflanzung
Die Beobachtungen zum Brutverhalten des Blauflügel-Blattvogels stammen überwiegend von Individuen in Gefangenschaft mit relativ wenig Information über wild brütende Vögel. Die Brutsaison ist von April bis August, im nordwestlichen Indien von April bis Juli. Noch von den Eltern abhängige Jungvögel wurden auf der malaiischen Halbinsel Mitte und Ende Mai, Juni und Ende Juli dokumentiert. Die Art baut eine hängemattenartige kelchförmige Nest, welche sie an Zweigen oder Astgabeln in 3 bis 10 Metern über dem Boden am äußeren Ende eines Seitenastes aufgehängt. Nester wurden im dichten Laub entdeckt. In Gefangenschaft kann er auch in kleinen Nistkästen brüten. Das Nest wird fast ausschließlich durch das Weibchen gebaut, mit sehr wenig Hilfe durch das Männchen. In Gefangenschaft wurde beobachtet, dass Männchen in der Nähe des Nestes sehr laut sind. Das Weibchen pausiert dabei immer wieder, um zu kopulieren. Der Bau eines Nests dauert ca. drei Tage. Das Nest besteht aus Ranken, trockenen Gräsern, Wurzeln, Palmfasern und Baumblättern. Es kann mit Moosen und Flechten getarnt und von außen mit Spinnweben benetzt sein. Auch künstliche Materialien wie Sackleinen und lose Sisalseilfasern mit etwa 30 cm Länge aus alten Nestern werden zum Auskleiden des Nests gesammelt. Der Außenradius des Nests variiert je nach Ort der Platzierung, doch ist der Innenradius 5,5 cm und die Tiefe 3,5 cm. Ein Ei misst ca. 22,3 × 15,5 mm. Ein Gelege besteht typischerweise aus zwei bis drei Eiern. Das Ei ist blass, glänzend cremefarben bis pink weißlich mit wenigen schwarzen Flecken. Am stumpfen Ende ist es leicht violett bis rötlich braun. Jedes Ei wird an aufeinanderfolgenden Tagen gelegt. Die erste Eiablage erfolgt innerhalb von zwei Tagen nach Fertigstellung des Nestbaus. Die Brutzeit in Gefangenschaft wird als 13 bis 14 Tage beschrieben. Das Weibchen beginnt nach dem Legen des zweiten Eies mit der Bebrütung und ist allein für diese Aufgabe verantwortlich. Die Männchen bewachen die Umgebung und verjagen Eindringlinge. Allerdings kann es vorkommen, dass die Männchen kurz auf den Eiern sitzen, während das Weibchen außerhalb des Nests auf Nahrungssuche ist. In Gefangenschaft veranlassen die Laute der Männchen das Weibchen zum Nest zurückzukehren und das Ausbrüten wieder aufzunehmen. Die Nestlinge werden in den ersten drei Tagen mit wirbellosen Beutetieren gefüttert. Am vierten Tag fügen die Eltern Nektar und pürierte Beutetiere zu. Kurz darauf folgt Obst. Die Anzahl der tierischen Beutetiere nimmt mit dem Alter des Nestlings zu. Beide Geschlechter füttern die Nestlinge. Der von den Nestlingen produzierte Kot wird in den ersten vier Tagen von den Eltern aufgefressen. Im Alter von fünf Tagen beginnen Nestlinge in der Regel, Kotbeutel abzusetzen, die von den Eltern entfernt und weit vom Nest abgelegt werden. Es wurde Brutparasitismus durch den Klagekuckuck (Cacomantis merulinus) beobachtet.

## Lautäußerung
Der Gesang des Blauflügel-Blattvogels besteht aus verschiedenen Pfiffen, Glucksen und Rasseln mit Mimik. Die Art gibt auch musikalische mit flüssigen Tönen. Von der Unterart C. m. chlorocephala ist ein "skrut-tschu gekannt, wobei der erste Ton kratzig klingt und zweite stark auf und ab schwankt. Außerdem ist bei der Unterart ein keuchendes sufit, wi, wi, wiiii, pli-pli-tschu-tschu und tschi-tschi-pli-i bekannt. Ebenso ist ein hohes tschi-tschi-tschi und tschi'ii sowie ein leicht rasselndes pridit bekannt. Der häufigste Ruf zwischen Paaren auf der malaysischen Halbinsel und auf Borneo ist ein zweistimmiger kuip-kuip-Ton. Die Art gilt als der beste Sänger unter den Blattvogelarten auf Borneo.

## Verhalten und Ernährung
Der Blauflügel-Blattvogel bevorzugt die Baumkronen, bewegt sich aber gelegentlich auch in den niedrigen Fruchtständen auf Lichtungen. Er besucht häufig niedrige fruchttragende oder blühende Sträucher am Waldrand. Die Art sammelt häufig Gliederfüßer vom Laub ab, während sie mit gemischten Gruppen auf Nahrungssuche durch die mittleren und oberen Straten streift. Beim Verzehr von Fruchtfleisch und Nektar bewegt der Vogel die Nahrung zum Mundboden, um diese schnell zu schlucken, wobei er seine lange Zunge mit einer speziellen, bürstenartigen Spitze und Zungenmuskeln einsetzt. Hart ummantelte Nahrung wird aufgestochen und der Inhalt anschließend mit dem Schnabel gelöst und herausgepresst. Kleine Früchte schluckt er im Ganzen und oft von ihm gerupft. Meist trennt er sich von den gemischten Suchtrupps, sobald er in der Nähe verschiedener Nahrungsquellen ist. Die Art jagt meist Insekten, wird aber dennoch oft als Frucht- und Nektarfresser betrachtet. Er ernährt sich von unterschiedlich großen Früchten und Nektar von blühenden Sträuchern und Bäumen. Dazu gehören unter anderem Pflanzen aus den Familien Gesneriengewächse, Schwarzmundgewächse, Myrtengewächse und Rötegewächse. Zu den identifizierten Gattungen und Arten gehören Dolzflöte, Barringtonia asiatica, Bombax, Calliandra haematocephala, Cerasus cerasoides, Dendrocnide , Dendrophthoe inklusive Dendrophthoe pentandra, Dissochaeta divaricata, Duabanga grandiflora, Erythrina stricta, Eukalypten inklusive Eucalyptus deglupta, Kirschmyrten, Eurya nitida, Fagraea, Callicarpa inklusive Callicarpa reevesii , Feigen mit einem Fruchtdurchmesser von bis zu 27,4 mm. Zu den Feigenarten für seine Nahrung gehören Ficus crassiramea, Ficus virens, Ficus macrocarpa, Ficus pisocarpa, Ficus recurva, Ficus sinuata, Ficus superba, Ficus sumatrana und Ficus trichocarpa. Weite Nahrungspflanzen sind Macaranga gigantea, Melastoma malabathricum, Phyllanthus, Poikilospermum suaveolens, Pterocymbium javanicum, Rhodomyrtus tomentosa, Syzygium, Myrobalanen sowie die eingeführte Muntingia calabra.
Der Blauflügel-Blattvogel bewegt sich im Allgemeinen aktiv, indem er hüpft oder kurze Flüge macht, um akrobatisch Gliederfüßer aus dem Laub zu sammeln, während er mit anderen Arten in einem gemischten Schwärmen unterwegs ist. Paare neigen dazu, nahe beieinander zu bleiben. In der Regel nutzt er hoch in den Bäumen angesammelte Wasserquellen zum Baden. In der Trockenzeit besucht er Vogeltränken am Waldrand, um dort zu trinken und zu baden. Gelegentlich besucht er kleine Tümpel am Waldboden. Er tritt häufig einzeln, paarweise oder in kleinen, lauten Gruppen auf, die vermutlich Familiengruppen sind. Familiengruppen bestehen in der Regel aus nicht mehr als zehn Individuen, die gewöhnlich gemeinsam Nektar- oder Fruchtquellen aufsuchen. Ausgewachsene männliche Blauflügel-Blattvögel verteidigen ihre Fruchtvorräte gelegentlich aggressiv, indem sie Artgenossen und andere Arten verjagen.

## Verbreitung und Lebensraum
Der Blauflügel-Blattvogel bewegt sich in gesunden und gestörtem immergrünen Laubwäldern, Laubmischwäldern, niedermontanen Wäldern und Torfsumpfwäldern. Typischerweise ist er in Höhenlagen bis zu 1800 Metern anzutreffen. Die Art bevorzugt Waldränder und Sekundärwälder in niedrigen bis mittleren Höhenlagen. Er nutzt ebenso Streuobstwiesen, ländliche Gärten und Lichtungen in Waldnähe.  Auf der thailändisch-malaiischen Halbinsel hält er sich Berichten zufolge an Waldrändern un Höhenlagen bis 1250 Metern auf. Auf Borneo wurde er nicht höher als 915 Meter nachgewiesen. Hier überlappt sich sein Lebensraum zum Teil mit dem eng verwandten Borneoblattvogel (Chloropsis kinabaluensis Sharpe, 1887), der als montaner Spezialist gilt.

## Zugverhalten
Der Blauflügel-Blattvogel gilt als Standvogel. In Assam wurde beobachtet, dass dort viele Individuen überwintern und dann wiederum mehrere Jahre nicht auftauchen. Auch aus Khao Dinsor in der Provinz Chumphon scheint es kleinere Wanderbewegungen zu geben.

## Systematik
Es werden folgende Unterarten anerkannt:
- Chloropsis moluccensis chlorocephala (Walden, 1871)[3] ist im östlichen Bangladesch und dem nordöstlichen Indien bis Myanmar und das westliche Thailand verbreitet.
- Chloropsis moluccensis kinneari Hall, BP & Deignan, 1956[4] kommt im nordöstlichen Thailand bis ins südliche China sowie das nördliche Indochina vor.
- Chloropsis moluccensis auropectus Wells, DR, Dickinson & Dekker, 2003[5] ist im südöstlichen Thailand und dem südlichen Indochina verbreitet.
- Chloropsis moluccensis serithai Deignan, 1946[6] ist in Südthailand verbreitet.
- Chloropsis moluccensis moluccensis Gray, JE, 1831[7] kommt auf dem südlichen Teil der Malaiischen Halbinsel, auf Sumatra, auf Bangka und Belitung und auf den Natuna-Inseln vor.
- Chloropsis moluccensis viridinucha (Sharpe, 1877)[8] kommt auf Borneo vor.

Phyllornis icterocephalus (Lesson, RP, 1840), Chloropsis moluccensis billitonis Chasen, 1937 und Chloropsis moluccensis natunensis Chasen, 1938 werden heute als Synonym zur Nominatform betrachtet.

## Etymologie und Forschungsgeschichte
Die Erstbeschreibung des Blauflügel-Blattvogels erfolgte 1831 durch John Edward Gray unter dem Namen Chloropsis moluccensis. Das Typusexemplar stammte von den Molukken und wurde ihm William Edmund Hay (1805–1879) zur Verfügung gestellt. 1827 führte William Jardine, 7. Baronet und Prideaux John Selby die neue Gattung Chloropsis ein. Das Wort ist ein griechisches Wortgebilde aus χλωρος chlōros für „grün“ und οψις opsis für „Aussehen“. Der Artname moluccensis bezieht sich auf den Fundort. Kinneari ehrt Norman Boyd Kinnear. Chlorocephala setzt sich aus χλωρος chlōros für „grün“ und -κεφαλος, κεφαλη -cephalos, cephalē für „-köpfig, Kopf“ zusammen. Auropectus stammt aus dem Lateinischen und bildet sich aus aurum für gold und pectus, pectoris für Brust. Serithai wurde zu Ehren der Seri-Thai-Bewegung vergeben. Viridinucha ist ein lateinisches Wortgebilde aus vidris, virere für grün, grün sein und nuchus für Nacken. Icterocephalus bildet sich aus ικτερος icteros für „Gelbsucht gelb“ und -κεφαλος, κεφαλη -cephalos, cephalē für „-köpfig, Kopf“. Billitonis bezieht sich auf Belitung, natunensis auf die Natuna-Inseln.
Lange wurde der Blauflügel-Blattvogel als Unterart des Javablattvogels (Chloropsis cochinchinensis (Gmelin, JF 1789)) betrachtet. Phylogenetische Untersuchungen führten aber schließlich zur Abspaltung in eine eigene Art.